# Indoszczur
Indoszczur (Margaretamys) – rodzaj ssaków z podrodziny myszy (Murinae) w obrębie rodziny myszowatych (Muridae).

## Rozmieszczenie geograficzne
Rodzaj obejmuje gatunki występujące endemicznie na indonezyjskiej wyspie Celebes.

## Morfologia
Długość ciała (bez ogona) 96–197 mm, długość ogona 150–286 mm, długość ucha 19–27 mm, długość tylnej stopy 20–39 mm; masa ciała 23–150 g.

## Systematyka
Rodzaj zdefiniował w 1981 roku amerykański teriolog Guy Graham Musser w artykule zatytułowanym „Notatki dotyczące systematyki indo-malezyjskich gryzoni z rodziny myszowatych oraz opisy nowych rodzajów i gatunków z Cejlonu, Celebes i Filipin”, opublikowanym w czasopiśmie Bulletin of the American Museum of Natural History. Gatunkiem typowym jest (oryginalne oznaczenie) indoszczur kolczasty (M. beccarii). 

### Etymologia
Margaretamys: Margareta Becker, pracownica Amerykańskiego Muzeum Historii Naturalnej, która towarzyszyła Musserowi w jego ekspedycji do środkowego Celebesu, gdzie pełniła funkcję fotografki wyprawy; gr. μυς mus, μυος muos ‘mysz’.

### Podział systematyczny
Do rodzaju należą następujące gatunki:
| Grafika | Gatunek                 | Autor i rok opisu                                     | Nazwa zwyczajowa     | Podgatunki         | Rozmieszczenie geograficzne | Podstawowe wymiary                                 | Status IUCN |
| ------- | ----------------------- | ----------------------------------------------------- | -------------------- | ------------------ | --- | -------------------------------------------------- | ----------- |
|         | Margaretamys parvus     | Musser, 1981                                          | indoszczur mały      | gatunek monotypowy | środkowa część wyspy (góry Nokilalaki i Kanino); zakres wysokości: 1800–2270 m n.p.m.                                                     | DC: 9,6–11,4 cm DO: 15,4–18,4 cm MC: 23–40 g       | DD          |
|         | Margaretamys christinae | Mortelliti, Castiglia, Amori, Maryanto & Musser, 2012 | indoszczur sulaweski | gatunek monotypowy | południowo-wschodnia część wyspy (góra Moserosero); zakres wysokości: około 1535 m n.p.m.                                                 | DC: około 11,1 cm DO: około 17,5 cm MC: około 49 g | VU          |
|         | Margaretamys beccarii   | (Jentink, 1880)                                       | indoszczur kolczasty | gatunek monotypowy | północna i środkowa część wyspy; zakres wysokości: 0–1000 m n.p.m.                                                                        | DC: 11,7–14,7 cm DO: 15–21 cm MC: 50–85 g          | LC          |
|         | Margaretamys elegans    | Musser, 1981                                          | indoszczur wytworny  | gatunek monotypowy | środkowa część wyspy (góty Nikilalaki i południowe obszary Mamasa; możliwe że inne górskie regiony); zakres wysokości: 1500–2270 m n.p.m. | DC: 16,5–19,7 cm DO: 22–29 cm MC: 85–150 g         | VU          |

Kategorie IUCN:  LC  – gatunek najmniejszej troski,  VU  – gatunek narażony,  DD  – gatunki o nieokreślonym stopniu zagrożenia.